# أندريه غرين (محلل نفساني)
أندريه غرين (بالفرنسية: André Green)‏ هو محلل نفساني وطبيب نفسي فرنسي، ولد في 12 مارس 1927 في القاهرة في مصر، وتوفي في 22 يناير 2012 في باريس في فرنسا.